# Matilda Obradović
Matilda (Matilka) Obradović (11. veljače 1941.), naivna umjetnica u tehnici slame iz Čantavira. Rodom je bačka Hrvatica.

## Životopis
Rodila se 1941. godine. Po struci je socijalna djelatnica. Slikanjem u slami bavi se od 1977. godine. Izlagala na skupim izložbama preko 50 puta. Od 1988. do 1992. bila je članica HKPD Matija Gubec iz Tavankuta.